# Over the Wall
Over the Wall è un singolo del gruppo musicale inglese Echo & the Bunnymen, pubblicato nel 1981 solo in Australia come secondo e ultimo estratto dall'album Heaven Up Here.
Il lato B, che non venne pubblicato in nessun altro paese, era il titolo della traccia dell'album d'esordio del 1980, Crocodiles. A differenza dei singoli precedenti, Over the Wall venne distribuito senza copertina.

## Tracce
Testi e musiche degli Echo & the Bunnymen.
Lato 1
1. Over the Wall - 3:47

Lato 2
1. Crocodiles

## Formazione
- Ian McCulloch - voce, chitarra
- Will Sergeant - chitarra
- Les Pattinson - basso
- Pete de Freitas - batteria